# Euophistes luridus
Euophistes luridus är en insektsart som beskrevs av Sjöstedt 1921. Euophistes luridus ingår i släktet Euophistes och familjen gräshoppor. Inga underarter finns listade i Catalogue of Life.